# Högvedssjön
Högvedssjön är en sjö i Valdemarsviks kommun i Östergötland och ingår i Söderköpingsån-Vindåns kustområde. Sjön har en area på 0,565 kvadratkilometer och ligger 6,1 meter över havet. Sjön avvattnas av vattendraget Kvarnbäcken.

## Delavrinningsområde
Högvedssjön ingår i det delavrinningsområde (645037-155368) som SMHI kallar för Utloppet av Högvedssjön. Medelhöjden är 29 meter över havet och ytan är 11,91 kvadratkilometer. Det finns inga avrinningsområden uppströms utan avrinningsområdet är högsta punkten. Avrinningsområdets utflöde Kvarnbäcken mynnar i havet. Avrinningsområdet består mestadels av skog (49 procent), öppen mark (13 procent) och jordbruk (27 procent). Avrinningsområdet har 0,75 kvadratkilometer vattenytor vilket ger det en sjöprocent på 6,3 procent.